# Crognaleto
Crognaleto község (comune) Olaszország Abruzzo régiójában, Teramo megyében.

## Fekvése
A megye nyugati részén fekszik. Határai: Amatrice, Campotosto, Cortino, Fano Adriano, L’Aquila és Montorio al Vomano.

## Története
Első említése 1297-ből származik, bár valószínűleg már korábban kialakult. Önálló községgé a 19. század elején vált, amikor a Nápolyi Királyságban felszámolták a feudalizmust.

## Népessége
A népesség számának alakulása:

## Főbb látnivalói
- Palazzo Nardi di Corvaro (16. század)
- Santi Pietro e Paolo-templom (Valle Vaccaro)
- Madonna della Tibia-templom
- Sant'Andrea Apostolo-templom(Cervaro)
- Santa Maria Laurentana-templom (Poggio Umbricchio)
- Santa Maria Apparens-templom (Alvi)
- San Silvestro-templom (Macchia Vomano)
- San Nicola-templom (Piano Vomano)
- San Michele Arcangelo-templom (Tottea)
- San Giovanni Battista-templom (Frattoli)
- San Giorgio-templom (San Giorgio)
- Madonna della Lacrima-templom (San Giorgio)
- Santi Silvestro e Rocco-templom (Aiello)
- SS. Pietro e Paolo-templom (Nerito)